# The Lazy Song
The Lazy Song er tredje single fra den amerikanske singer-songwriter Bruno Mars' første studiealbum, Doo-Wops & Hooligans.

## Hitliste
| Chart (2011)              | Peak position |
| ------------------------- | ------------- |
| Australien (ARIA)         | 7             |
| Canada (Canadian Hot 100) | 44            |
| Irland (IRMA)             | 45            |
| Holland (Single Top 100)  | 38            |
| New Zealand (RIANZ)       | 9             |
| USA Billboard Hot 100     | 37            |
| USA Pop Songs (Billboard) | 20            |